# Kladská
Kladská (németül: Glatzen) Mariánské Lázně településrésze Csehországban a Karlovy Vary-i kerület Chebi járásában. A városközponttól 7 km-re északra fekszik. A 2001-es népszámlálási adatok szerint 18 lakóháza és 67 lakosa van.